# Мала Плавуча (гміна)
Гміна Мала Плавуча — сільська гміна у Бережанському повіті Тернопільського воєводства Другої Речі Посполитої. Адміністративним центром ґміни було село Мала Плавуча.

## Відомості
Гміна утворена 1 серпня 1934 року в рамках реформи на підставі нового закону про самоуправління (23 березня 1933 року).
Нову гміну було створено на основі гмін: Августівка, Хоробрів, Хоростець, Глинна, Мала Плавуча, Велика Плавуча, Золочівка.
| Площа гміни                 | 81,39 км² |
| Кількість житлових будинків | 1579      |
| Кількість мешканців         | 8064      |